# Listă de dramaturgi polonezi
Aceasta este o listă de dramaturgi polonezi în ordine alfabetică:

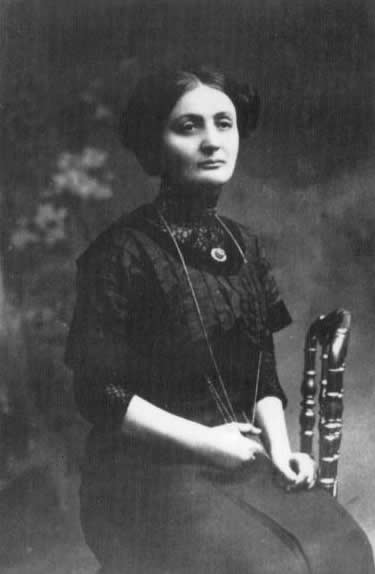
Franciszka Arnsztajnowa

## A
- Władysław Ludwik Anczyc
- Franciszka Arnsztajnowa (1865 – 1942)
- Adam Asnyk

## B
- Michał Bałucki
- Agnieszka Baranowska
- Piotr Baryka
- Miron Białoszewski
- Krzysztof Bizio
- Wojciech Bogusławski
- Dyzma Bończa-Tomaszewski
- Tadeusz Boy-Żeleński
- Stanisław Brzozowski

## C
- Alfons Mieczysław Chrostowski
- Tytus Czyżewski

## D
- Maria Dąbrowska
- Paweł Demirski
- Wladyslaw Dutkiewicz

## F

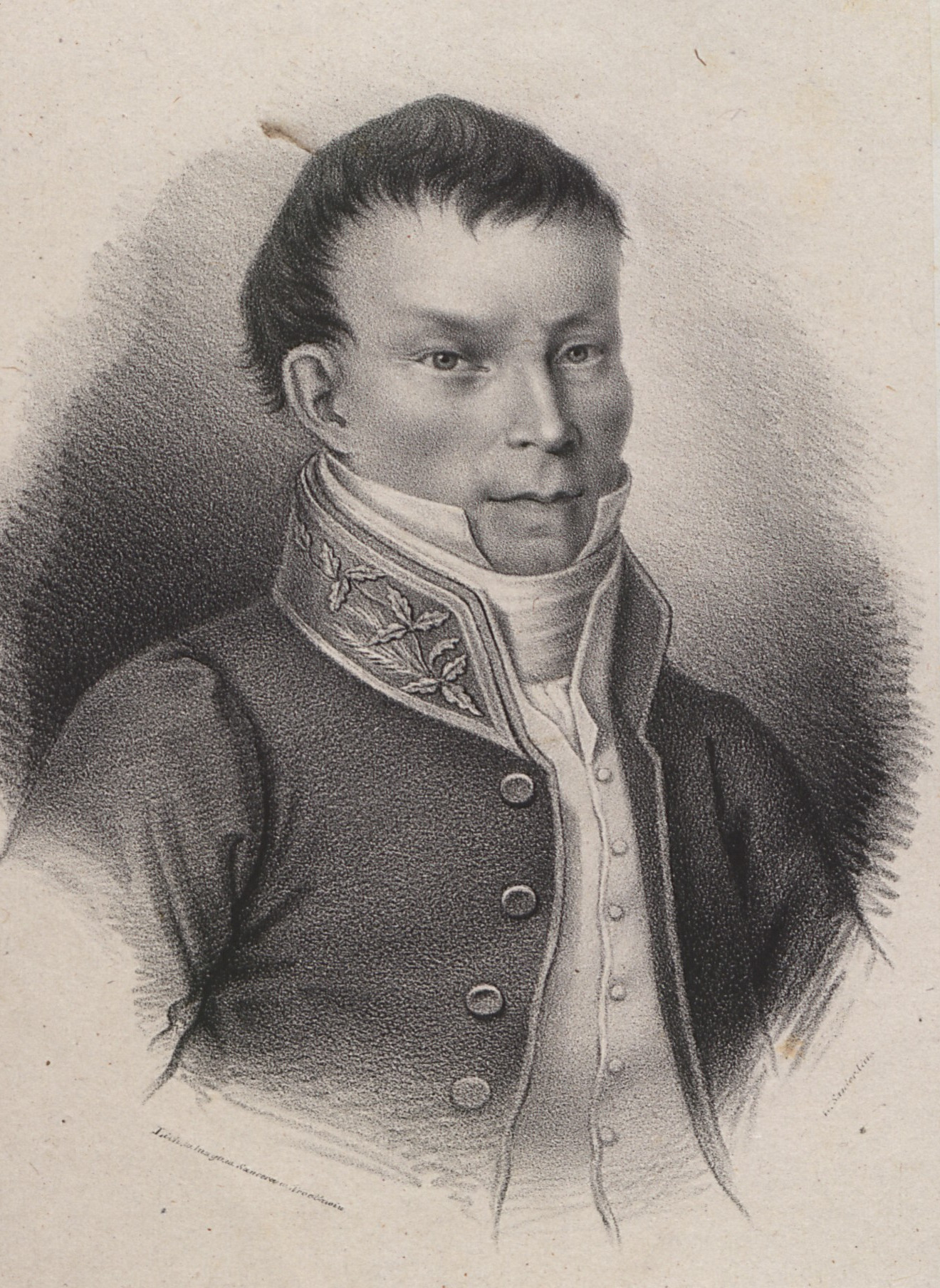
Alojzy Feliński.

- Alojzy Feliński (1771 – 1820)
- Aleksander Fredro

## G
- Janusz Głowacki
- Witold Gombrowicz
- Remigiusz Grzela (1977 - )
- Stanisław Grochowiak
- Adam Grzymała-Siedlecki

## H
- Yaroslav Halan
- Zbigniew Herbert

## I
- Kazimiera Iłłakowiczówna (1892 – 1983)
- Karol Irzykowski
- Jarosław Iwaszkiewicz

## J
- Jerzy Janicki
- Maria Jastrzębska
- Jerzy Jurandot

## K
- Maria Kaniewska (1911 – 2005)
- Tymoteusz Karpowicz (1921 – 2005)
- Jan Kasprowicz (1860 – 1926)
- Jan August Kisielewski
- Grzegorz Knapski
- Jan Kochanowski
- Jonasz Kofta
- Stanisław Konarski
- Józef Korzeniowski
- Marek Koterski
- Urszula Kozioł (1931 – )
- Zygmunt Krasiński (1812 – 1859)
- Leon Kruczkowski (1900 – 1962)

## L
- Stanisław Herakliusz Lubomirski
- Jerzy Lutowski

## M
- Juliusz Machulski (1955 - )
- Casimir Markievicz (Contele Markievicz, 1874 – 1932)
- Tadeusz Miciński  (1873 – 1918)
- Adam Mickiewicz (1798 – 1855)
- Sławomir Mrożek (1930 – 2013)

## N
- Adam Naruszewicz
- Julian Ursyn Niemcewicz
- Cyprian Norwid
- Alfred Nossig

## P
- Maria Pawlikowska-Jasnorzewska (1891 – 1945)
- Jerzy Pilch
- Zofia Posmysz (1923 - )
- Malina Prześluga
- Stanisław Przybyszewski (1868 - 1927)
- Stanisława Przybyszewska  (1901 – 1935)

## R
- Tadeusz Rittner (pseudonim: Tomasz Czaszka) (1873 – 1921)
- Tadeusz Różewicz
- Wacław Rzewuski

## S

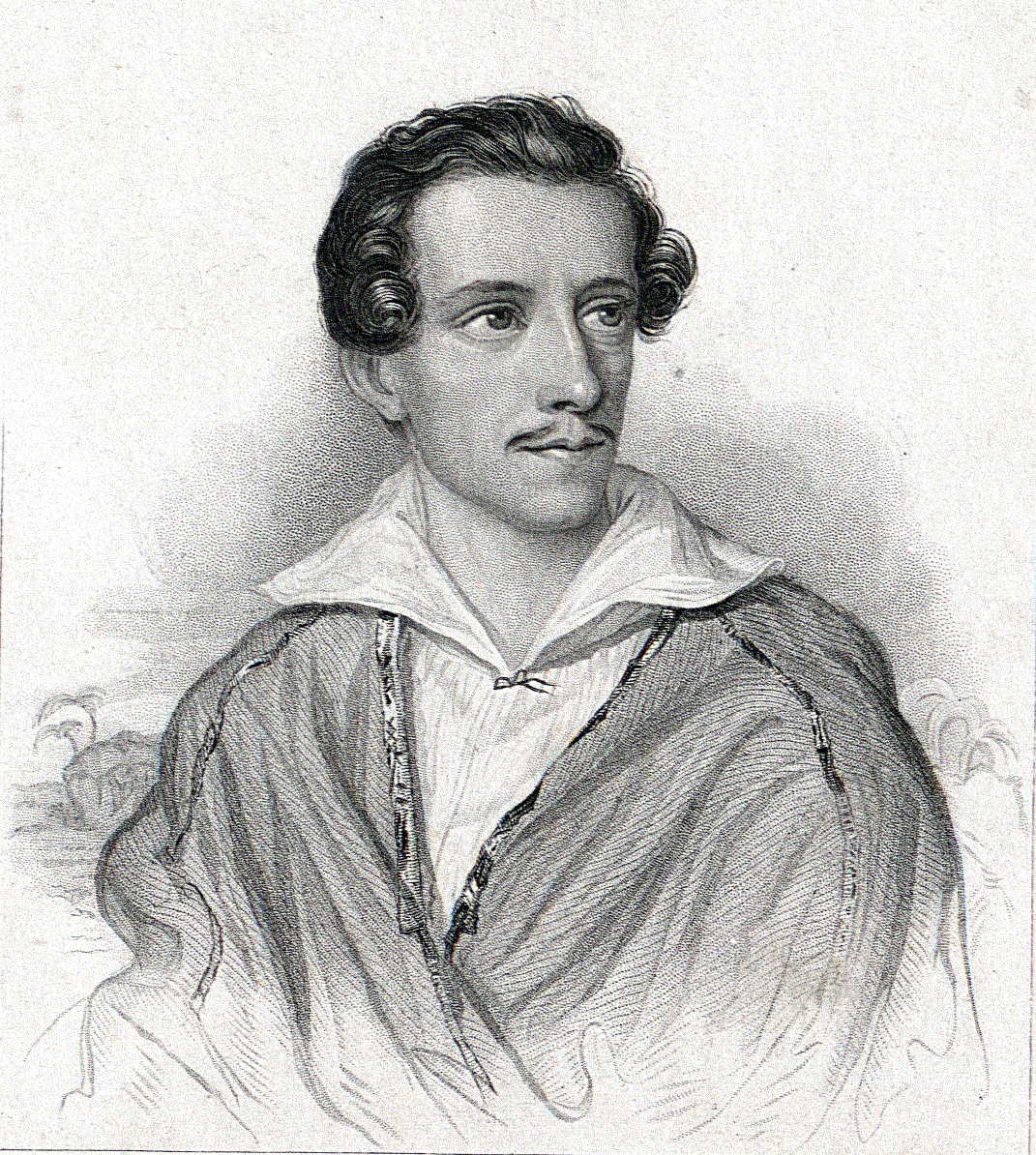
Juliusz Słowacki (1809 – 1849)

- Tadeusz Słobodzianek
- Juliusz Słowacki  (1809 – 1849)
- Jerzy Szaniawski

## T
- Ignacy Tański
- Władysław Tarnowski

## W
- Michał Walczak
- Dominik Wieczorkowski-Rettinger
- Wojciech Wielądko (1744/49 – 1822)
- Stanisław Ignacy Witkiewicz
- Włodzimierz Wolski
- Stanisław Wyspiański

## Z
- Franciszek Zabłocki
- Kazimierz Zalewski
- Gabriela Zapolska (1857 – 1921)
- Jerzy Zawieyski
- Stefan Żeromski
- Jerzy Żuławski

## Vezi și
- Listă de piese de teatru poloneze
- Listă de scriitori polonezi
- Listă de dramaturgi
- Papa Ioan Paul al II-lea